# 鵜倉園地
鵜倉園地（うぐらえんち）は、三重県度会郡南伊勢町、鵜倉半島に整備された公園である。奈屋浦（なやうら）漁港と贄浦（にえうら）漁港の間にある山中一帯に広がり、園内に4つの展望台が設置されている。園内の展望台から見える入り江がハートの形に見えるとして恋人の聖地に認定されている。

## 展望台
鵜倉園地は1977年2月8日に当時の南島町の沿岸部が伊勢志摩国立公園に編入されたことを受け、国立公園事業として1978年7月13日に整備が決定し、1979年3月25日に第1期工事を終え、開園した。園内にはリアス式海岸を望む展望台などの景勝地がある。展望台周辺は手付かずの自然が多く残っている。
伊勢志摩国立公園は2016年7月に日本国の国立公園を世界水準に引き上げるモデル公園の1つに選定され、その一環で重点整備地点「ビューポイント」が伊勢志摩国立公園内で21か所決定された。鵜倉園地はビューポイントの1つであり、三重県の2016年度一般会計補正予算案に鵜倉園地の案内表示の多言語化やトイレの洋式化、駐車場の拡幅のための予算が上程された。

### あけぼの展望台
展望台からは親子大橋（南島大橋と阿曽浦大橋）を見ることができる。親子大橋は入り組んだ地形にあるため両方を同時に見られる場所は珍しい。正面に太平洋（熊野灘）、左手に贄湾、右手に親子大橋が見える。

### かさらぎ展望台
4つある展望台の中では最も標高が高い。展望台からは親子大橋（南島大橋と阿曽浦大橋）を遠くに望み、紺碧の海と緑の島々、真珠の筏周辺の漁村が見通せる。

### たちばな展望台
神前湾を望み、クロマグロ（伊勢まぐろ）の養殖いけすが見られる。橘展望台と漢字表記することもある。
2018年8月1日公開の恋愛映画『青夏 きみに恋した30日』では、主役の2人が湖を眺めるシーンのロケーション撮影がここで行われた。作中で葵わかな演じる理緒が佐野勇斗演じる吟蔵に思いを伝えた場所であり、ここからの景色はロケ隊の高い評価を得た。
2022年12月には「天空のブランコ」が設置された。

### 見江島展望台
名前の通り、鵜倉半島の先端のすぐ近くの太平洋上に位置する見江島が見える。ここから「かさらぎ池」を眺めるとハート形に見えるため、恋人の聖地の認定を受けている。なお「かさらぎ池」は実際には入り江であり、入り江の出口が狭く海水の出入りがほとんど無いため「池」と呼ばれている。冬季はかさらぎ池の中にアオサの海苔粗朶が浮かぶ。
誓いの鐘と言う高さ4.5 mのステンレス製のモニュメントが設置されている。また愛鍵を付ける鍵台もある。鍵台に付ける愛鍵は南伊勢町観光協会や町内の商店・宿泊施設で販売している。

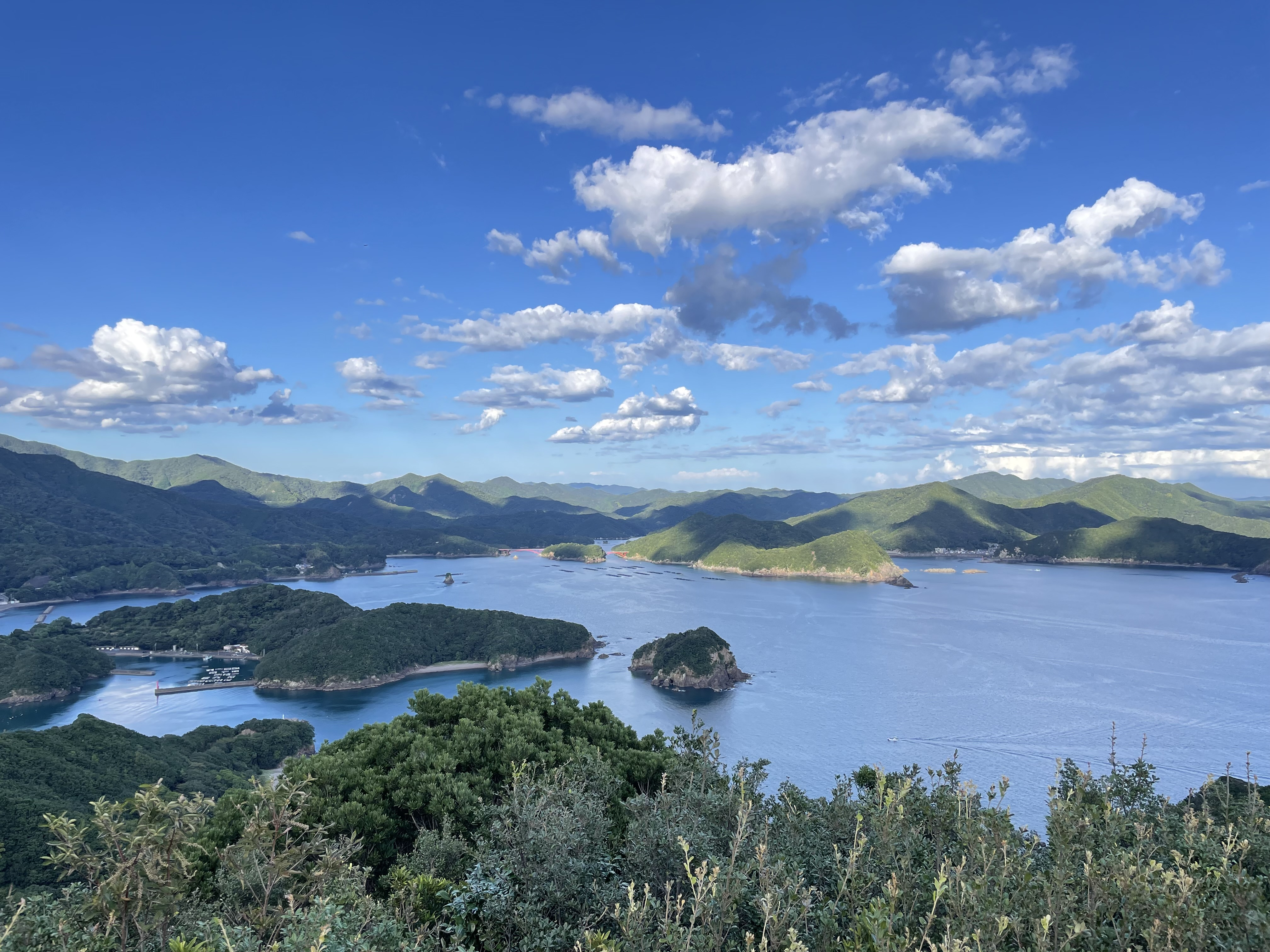
かさらぎ展望台から望む東側の景色、贄湾
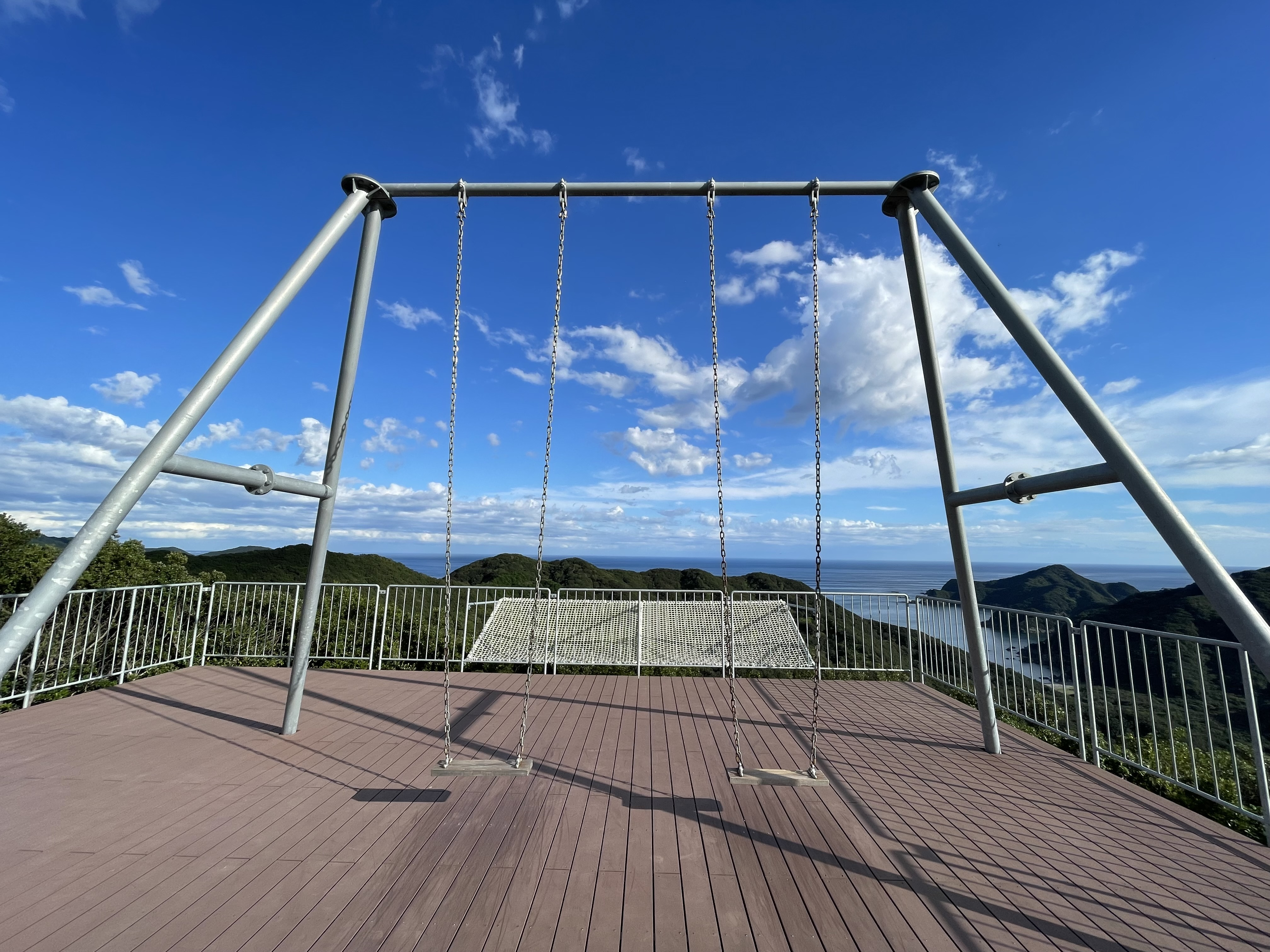
たちばな展望台、天空のブランコ
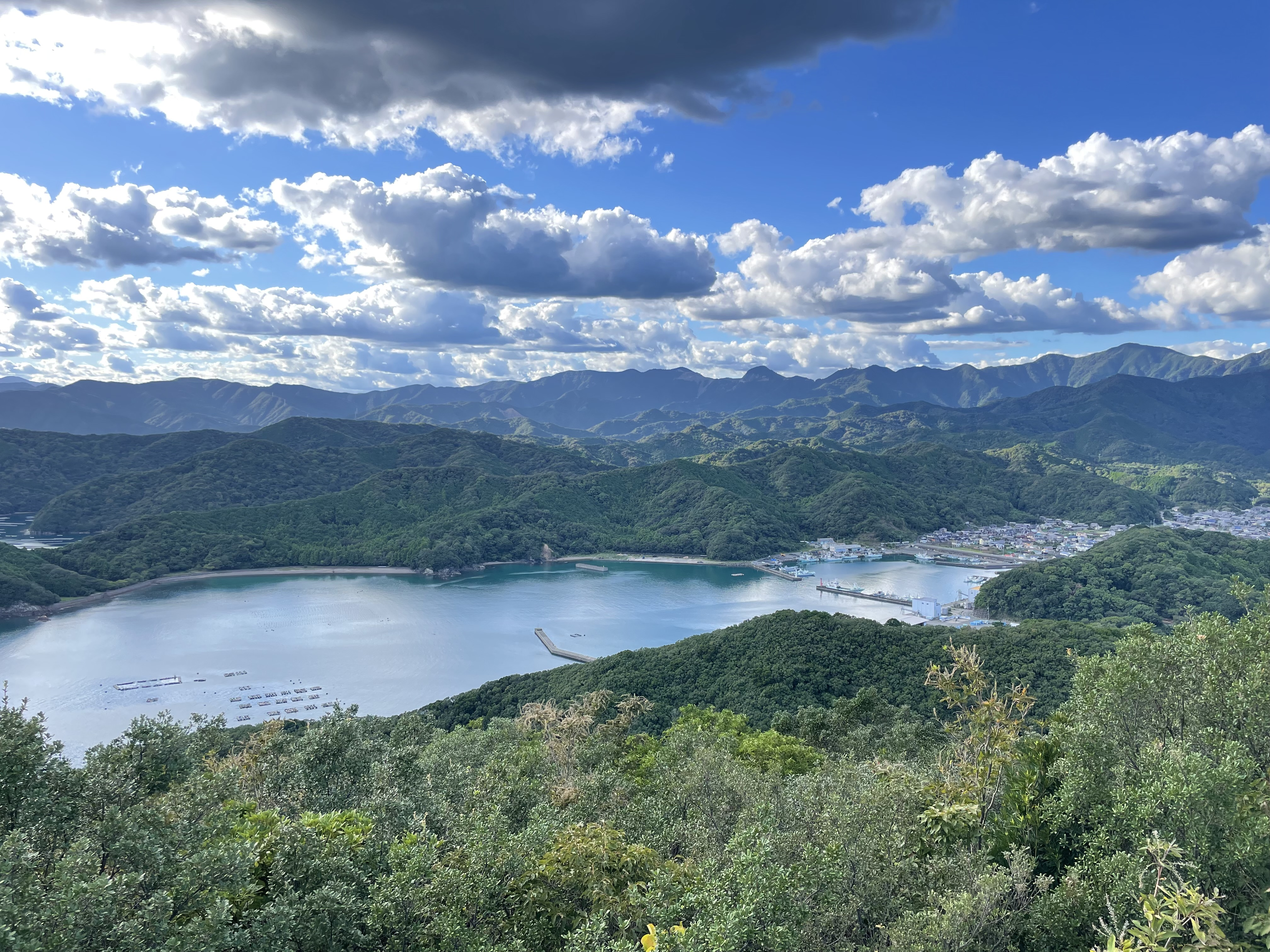
たちばな展望台から望む北西側の景色、奈屋浦漁港
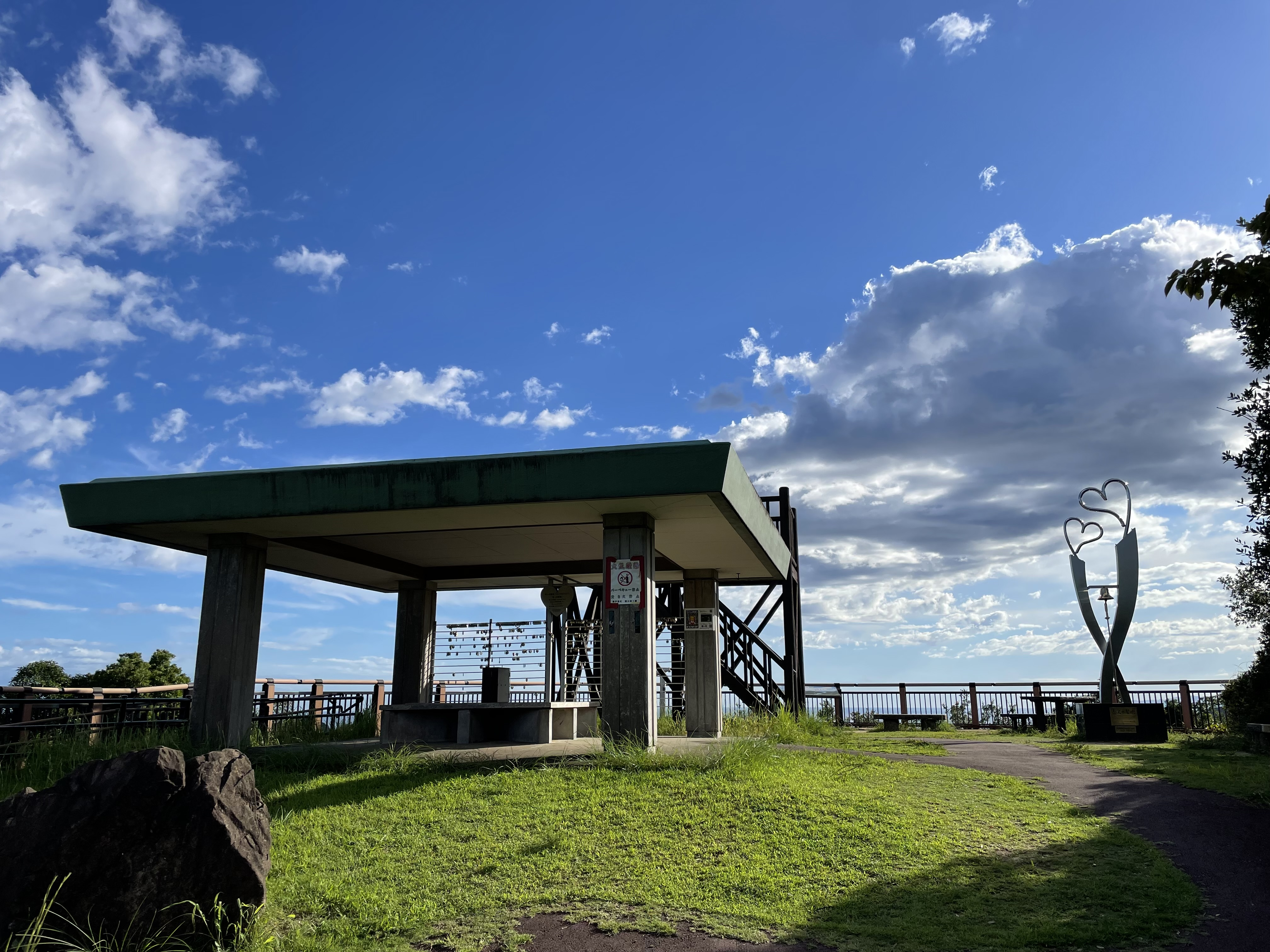
見江島展望台
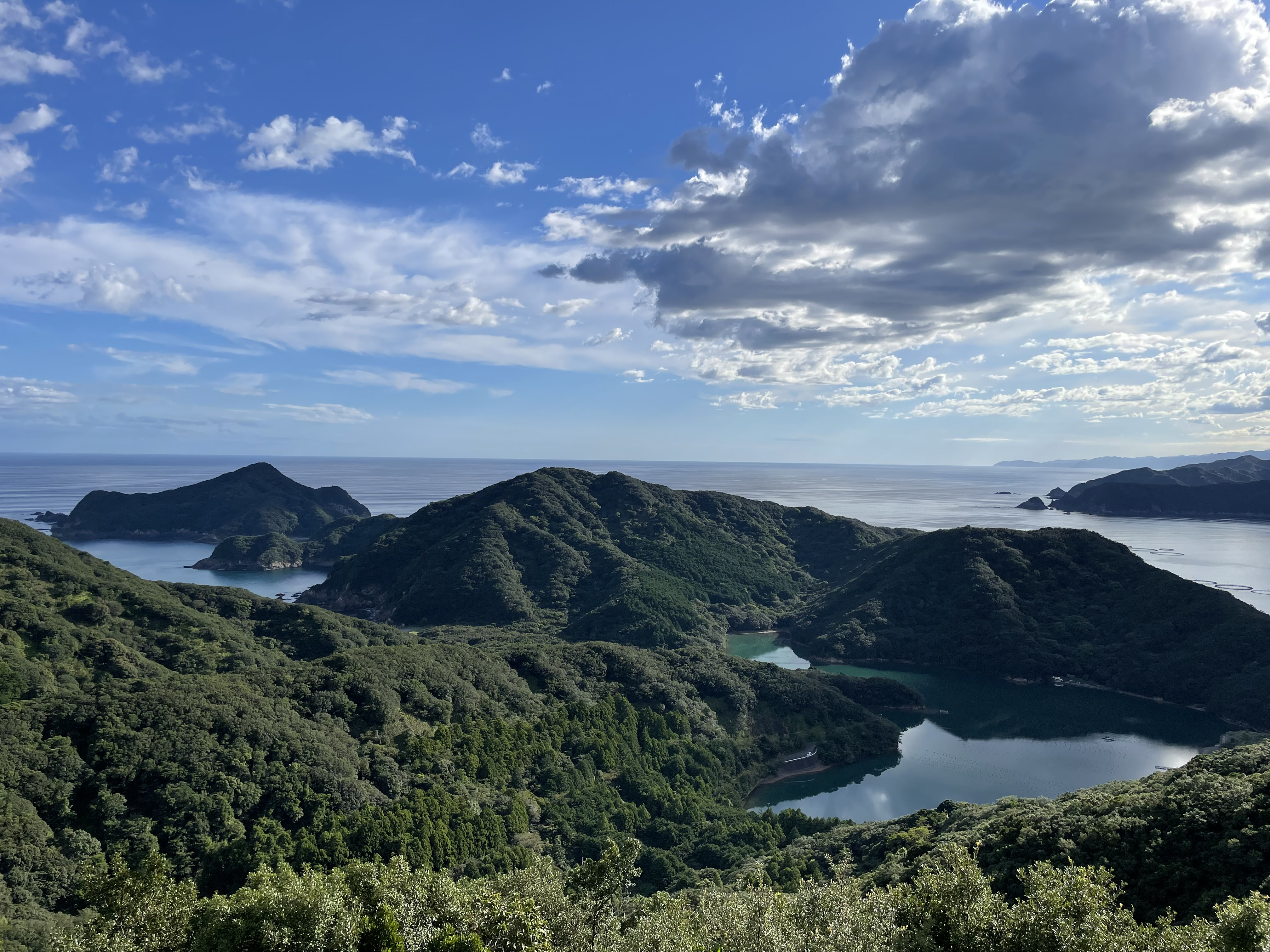
見江島展望台から望む南西側の景色。写真右下にかさらぎ池（ハートの入り江）。

## ハートの入り江

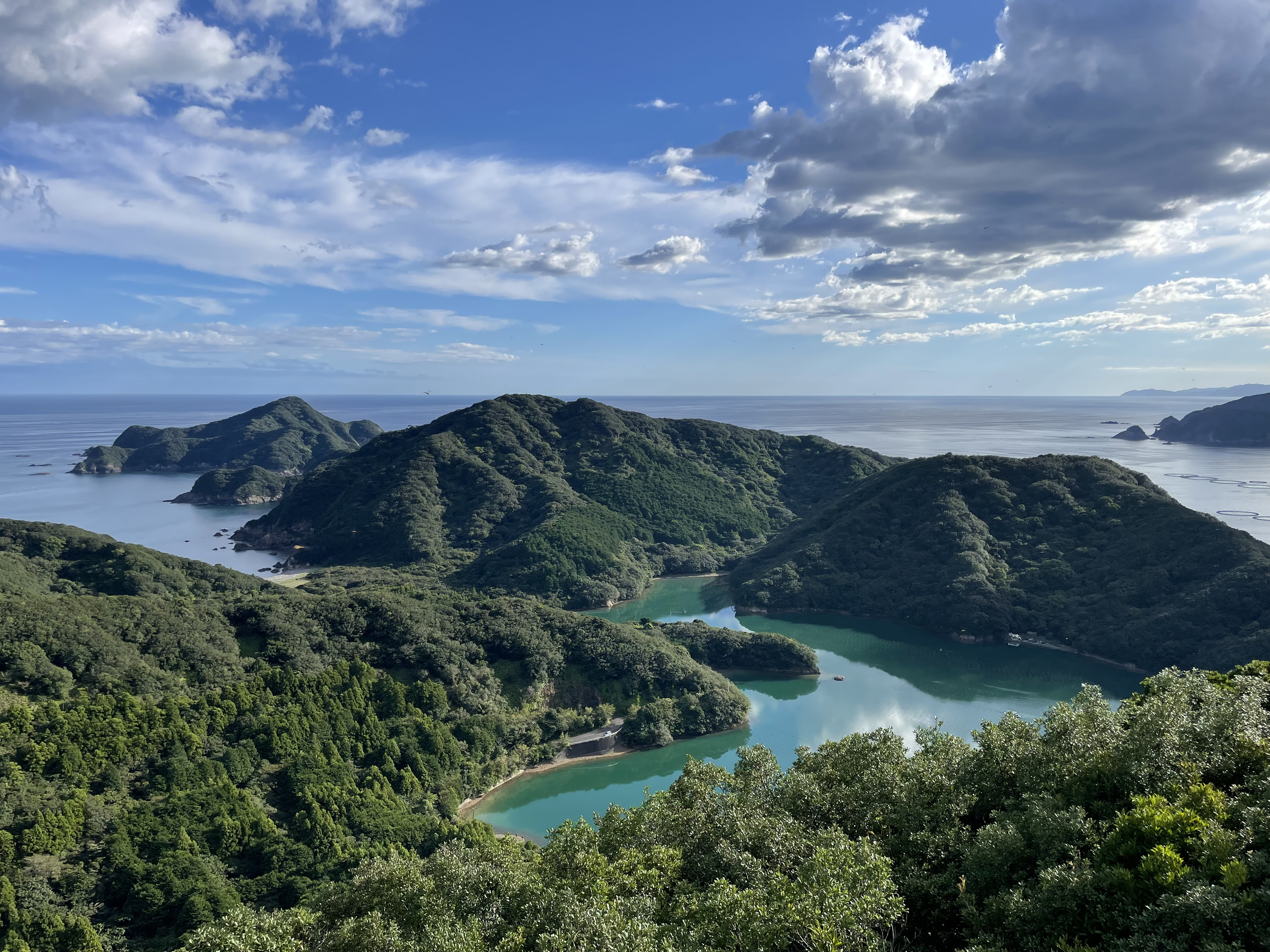
たちばな展望台から望むハートの入り江（写真右下）

鵜倉園地の展望台からは、かさらぎ池がハートの形に見え、「ハートの入り江」として2015年4月1日に恋人の聖地に認定された。ハートの入り江は、三重県内では鳥羽市沖の神島に次いで、2番目に恋人の聖地として認定された。恋人の聖地認定と南勢町・南島町の合併10周年を記念して同年10月3日に男女を象徴した2つのハートに鐘が付いたモニュメント「誓いの鐘」が除幕された。
ハートの入り江は伊勢鳥羽志摩観光連絡協議会が2008年4月に作成した観光ガイドブック「あっちゃこっちゃええやん!伊勢志摩」で紹介されたが、この時点では地域住民でも知る者の少ない隠れた名所であった。また、朝日新聞の渡瀬美能留が南島町役場から紹介を受けて2000年に鵜倉半島を散策した際に鵜倉園地の各展望台やかさらぎ池を訪れたが、「ハートの入り江」という記述はしていない。
ハートの入り江が最もくっきり見えるのは見江島展望台である。恋人の聖地プロジェクトのウェブサイトでは、ここで永遠の愛を誓うと良いと紹介している。

## 交通
住所上は南伊勢町道行竈（みちゆくがま）だが、鵜倉園地のある場所は道行竈の飛地に当たり、どちらかと言えば奈屋浦に近い。
公共交通を利用する場合、JR・近鉄伊勢市駅から三重交通路線バス道方行きに乗車し、終点の道方で南伊勢町営バス棚橋・古和・神前方面行きに乗り換え、豆方で下車する。ここから鵜倉園地まで徒歩約70分かかる。こうしたアクセス条件であることから、南伊勢町観光協会では自動車でのアクセスを推奨している。
自動車を利用する場合、伊勢自動車道玉城ICより約50分、紀勢自動車道紀勢大内山ICより35分から50分。志摩市街地（鵜方）からは約55分かかる。専用駐車場が整備されていない展望台もあるが、自動車を駐車できるスペースはある。 